# Luigi Imperatori

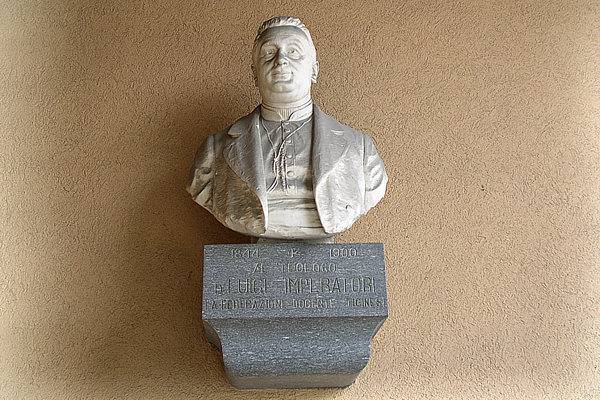
Il busto del teologo posto in sua memoria a Pollegio

Luigi Imperatori (Pollegio, 1844 – Pollegio, 1900) è stato un pedagogo e teologo svizzero-italiano.

## Biografia
Sacerdote, una delle personalità più importanti nate a Pollegio (Ticino, Svizzera).
Dottore in teologia, brillante negli studi al punto da essere più volte invitato a Roma come funzionario in Vaticano. Si dedicò invece al suo territorio, soprattutto nel campo dell'insegnamento, divenendo un importante pedagogo tuttora ricordato da busti e targhe commemorative.
A partire dal 1880 insegnò nel Pio Istituto di Olivone. Dal 1888 al 1900 ricoprì la carica di direttore della scuola normale (poi magistrale) di Locarno a seguito della nomina da parte del Governo cantonale. Ebbe modo di lavorare con i giornali di ispirazione cattolica "Credente Cattolico" e "Libertà".